# Unione Sportiva Sassuolo Calcio 2007-2008
Questa voce raccoglie le informazioni riguardanti l'Unione Sportiva Sassuolo Calcio nelle competizioni ufficiali della stagione 2007-2008.

## Stagione
Nella stagione 2007-2008 il Sassuolo disputa il girone A del campionato di Serie C1, con 63 punti ottiene il primo posto, salendo direttamente in Serie B. La seconda promossa è stato il Cittadella che ha vinto i Play-off. Allenata da Massimiliano Allegri la squadra neroverde compie l'impresa di salire per la prima volta, dopo 86 anni di storia in Serie B, nel secondo livello del calcio nazionale. Il Sassuolo ottiene la promozione, grazie ad un percorso impeccabile, impreziosito da otto successi in trasferta. In evidenza i due attaccanti, il romano Andy Selva con 11 reti ed il campano Gaetano Masucci con 9 reti. Al termine della stagione la squadra neroverde mette in bacheca il primo trofeo della sua storia, vincendo la Supercoppa di Lega di Serie C1 2008 superando ai calci di rigore (4-5) la Salernitana, che ha vinto il girone B della Serie C1. Nella Coppa Italia di Serie C il Sassuolo con 9 punti si piazza al secondo posto nel girone H di qualificazione, secondo ma con gli stessi punti della Reggiana, entrambe accedono ai sedicesimi, dove però il Sassuolo viene eliminato nel doppio confronto con la Massese.

## Organigramma societario
Area direttiva
- Presidente: Carlo Rossi
- Vicepresidenti: sergio Sassi e Lauro Silvestrini
- Direttore sportivo: Giovanni Rossi
- Team manager: Gerardo Esposito

Area tecnica
- Allenatore: Massimiliano Allegri
- Preparatore atletico: Luca Morellini
- Medico sociale: dott. Donato Rutigliano
- Massaggiatori: Diego Mantovani e Gennady Belenay

## Rosa
| N. |                      | Ruolo | Calciatore           |
| -- | -------------------- | ----- | -------------------- |
|    | Italia (bandiera)    | D     | Fabrizio Anselmi     |
|    | Italia (bandiera)    | C     | Luca Baldo           |
|    | Italia (bandiera)    | P     | Massimiliano Benassi |
|    | Italia (bandiera)    | D     | Manuel Benetti       |
|    | Italia (bandiera)    | C     | Alessandro Borgese   |
|    | Italia (bandiera)    | C     | Andrea Bracaletti    |
|    | Italia (bandiera)    | A     | Roberto Colussi      |
|    | Italia (bandiera)    | D     | Nicolò Consolini     |
|    | Italia (bandiera)    | D     | Nicola Donazzan      |
|    | Argentina (bandiera) | A     | Horacio Erpen        |
|    | Italia (bandiera)    | A     | Marco Ferrari        |
|    | Italia (bandiera)    | C     | Massimiliano Fusani  |
|    | Italia (bandiera)    | D     | Sebastiano Girelli   |
|    | Italia (bandiera)    | C     | Daniele Greco        |

| N. |                       | Ruolo | Calciatore           |
| -- | --------------------- | ----- | -------------------- |
|    | Brasile (bandiera)    | D     | Edevaldo Grimaldi    |
|    | Italia (bandiera)     | C     | William Jidayi       |
|    | Italia (bandiera)     | C     | Francesco Magnanelli |
|    | Italia (bandiera)     | A     | Gaetano Masucci      |
|    | Italia (bandiera)     | C     | Stefano Pagani       |
|    | Italia (bandiera)     | C     | Filippo Pensalfini   |
|    | Italia (bandiera)     | D     | Marco Piccioni       |
|    | Italia (bandiera)     | A     | Mattia Pin           |
|    | Italia (bandiera)     | P     | Alberto Pomini       |
|    | San Marino (bandiera) | A     | Andy Selva           |
|    | Italia (bandiera)     | D     | Mario Stancanelli    |
|    | Italia (bandiera)     | D     | Andrea Tarozzi       |
|    | Italia (bandiera)     | A     | Christian Tiboni     |
|    | Italia (bandiera)     | C     | Mattia Turetta       |

## Risultati

### Campionato

#### Girone di andata
| Arbitro: | Vuoto (Livorno) |

|                   |           |                              |
| Scarpa 76’ (rig.) | Marcatori | 66’ (rig.) Girelli 84’ Erpen |

| Arbitro: | Pecorelli (Arezzo) |

|                                                  |           |                          |
| Selva 62’ (rig.), 87’ Piccioni 85’ Masucci 90+3’ | Marcatori | 14’ A. Esposito 59’ Mora |

| Arbitro: | Taverna (Taurianova) |

|           |           |                          |
| Giani 85’ | Marcatori | 35’ Colussi 87’ Piccioni |

| Arbitro: | La Rocca (Ercolano) |

|                             |           |          |
| Magnanelli 56’ Piccioni 84’ | Marcatori | 3’ Orfei |

| Arbitro: | Calvarese (Teramo) |

|                          |           |  |
| Veronese 15’ Poggi 90+4’ | Marcatori |  |

| Arbitro: | Spadaccini (Vasto) |

|                       |           |                  |
| Selva 11’, 57’ (rig.) | Marcatori | 61’ Tozzi Borsoi |

| Arbitro: | Palazzino (Ciampino) |

|                                |           |  |
| Meggiorini 42’ D. Oliveira 82’ | Marcatori |  |

| Arbitro: | Peruzzo (Schio) |

|              |           |  |
| Nocerino 52’ | Marcatori |  |

| Arbitro: | Barletta (Bernalda) |

|                                    |           |  |
| Jidayi 15’ Girelli 18’ Masucci 65’ | Marcatori |  |

| Arbitro: | Barbeno (Brescia) |

|             |           |                            |
| Temelin 27’ | Marcatori | 13’ Masucci 59’ Pensalfini |

| Arbitro: | Baracani (Firenze) |

|                         |           |              |
| Masucci 46’ Colussi 90’ | Marcatori | 21’ O. Russo |

| Arbitro: | Gallione (Alessandria) |

|                                 |           |                |
| Iacopino 2’ (rig.) P. Rossi 27’ | Marcatori | 50’, 58’ Selva |

| Arbitro: | Magno (Catania) |

|                       |           |  |
| Selva 7’ Piccioni 55’ | Marcatori |  |

| Arbitro: | Tozzi (Lido di Ostia) |

|            |           |                  |
| Coresi 82’ | Marcatori | 39’ (rig.) Selva |

| Arbitro: | Baratta (Salerno) |

|                          |           |                     |
| Masucci 2’ Consolini 49’ | Marcatori | 9’ Taldo 54’ Albino |

| Arbitro: | La Mura (Nocera Inferiore) |

|  |           |                         |
|  | Marcatori | 70’ Erpen 90+1’ Colussi |

| Arbitro: | Colasanti (Grosseto) |

|           |           |            |
| Selva 37’ | Marcatori | 22’ Rubino |

#### Girone di ritorno
| Arbitro: | Zonno (Bari) |

|              |           |  |
| Fusani 90+4’ | Marcatori |  |

| Arbitro: | Tasso (La Spezia) |

|                |           |  |
| Agostinone 61’ | Marcatori |  |

| Sassuolo 14 gennaio 2008 20ª giornata | Sassuolo           | 0 – 0 | Pro Patria | Stadio Enzo Ricci\| Arbitro: \| Pecorelli (Arezzo) \| |
| Arbitro:                              | Pecorelli (Arezzo) |       |            |                                                       |

| Arbitro: | Vuoto (Livorno) |

|  |           |                             |
|  | Marcatori | 14’ Jidayi 34’ (rig.) Selva |

| Arbitro: | Marrocco (Pisa) |

|           |           |  |
| Erpen 20’ | Marcatori |  |

| Arbitro: | Massa (Imperia) |

|              |           |                                 |
| Noviello 19’ | Marcatori | 25’, 68’ Masucci 55’ Pensalfini |

| Arbitro: | Mannella (Avezzano) |

|  |           |                |
|  | Marcatori | 23’ De Gasperi |

| Arbitro: | Nicodano (Milano) |

|            |           |  |
| Fusani 82’ | Marcatori |  |

| Arbitro: | Colasanti (Grosseto) |

|  |           |             |
|  | Marcatori | 72’ Masucci |

| Arbitro: | Baratta (Salerno) |

|              |           |                        |
| Tiboni 90+1’ | Marcatori | 13’, 66’ Vitofrancesco |

| Arbitro: | Tozzi (Lido di Ostia) |

|            |           |  |
| Rabito 49’ | Marcatori |  |

| Arbitro: | Tasso (La Spezia) |

|                        |           |              |
| Selva 25’ Pagani 90+2’ | Marcatori | 50’ P. Rossi |

| Arbitro: | Stallone (Foggia) |

|  |           |              |
|  | Marcatori | 21’ Piccioni |

| Arbitro: | Barletta (Bernalda) |

|  |           |            |
|  | Marcatori | 76’ Bonura |

| Arbitro: | Gallione (Alessandria) |

|                                          |           |                              |
| Lanteri 65’ (rig.) Ceccarelli 87’ (rig.) | Marcatori | 57’ Pensalfini 90+3’ Masucci |

| Arbitro: | Zanichelli (Genova) |

|              |           |  |
| Piccioni 22’ | Marcatori |  |

| Arbitro: | Barbeno (Brescia) |

|                                            |           |                |
| D. Bresciani 14’ Maggiolini 40’ Rubino 47’ | Marcatori | 58’ Bracaletti |

### Supercoppa di Serie C1
| Arbitro: | Baracani (Firenze) |

|  |           |             |
|  | Marcatori | 65’ Ferraro |

| Arbitro: | Peruzzo (Schio) |

|                                               |                      |                                         |
|                                               | Marcatori            | 25’ Selva                               |
| Ferraro Di Napoli Cammarata Di Deo Mammarella | Tiri di rigore 4 – 5 | Selva Erpen Magnanelli Piccioni Tarozzi |